# Rui da Silva (hokeista na trawie)
Rui Ayres da Silva (ur. 5 stycznia 1939 w Makau, zm. przed 2012) – hongkoński hokeista na trawie pochodzenia portugalskiego, uczestnik Letnich Igrzysk Olimpijskich 1964.
Na igrzyskach w Tokio da Silva grał na lewym środku boiska. Reprezentował Hongkong w czterech z siedmiu spotkań (nie grał w trzech ostatnich meczach turnieju). Sześć spotkań hongkońscy hokeiści przegrali, tylko jedno zremisowali (1–1 z Niemcami, w tym meczu da Silva nie wystąpił). Hongkończycy zajęli ostatnie miejsce w swojej grupie i jako jedyna drużyna na turnieju nie odnieśli zwycięstwa. W klasyfikacji końcowej jego drużyna zajęła ostatnie 15. miejsce. 
Da  Silva był w składzie Hongkongu na Igrzyskach Azjatyckich 1962 w Dżakarcie, na których drużyna ta osiągnęła szóste miejsce (odpadli w fazie grupowej, w której wygrali tylko z Koreańczykami 2–0). Cztery lata później zajął wraz z drużyną przedostatnie siódme miejsce (zwycięstwo tylko z Tajami). To samo miejsce (siódme) zajął wraz z kolegami na kolejnych igrzyskach azjatyckich (1970). Był również turniejowym kapitanem drużyny hongkońskiej.
Po zakończeniu kariery zawodniczej grał w zawodach amatorskich, był też zawodnikiem reprezentacji Hongkongu weteranów. W internetowym artykule anglojęzycznego czasopisma South China Morning Post pt. Spirit of '64 still lives on z 20 maja 2012 roku (autor – Alvin Sallay), autor wymienia Rui da Silvę jako zmarłego.